# Poterium lasiocarpum
Poterium lasiocarpum là loài thực vật có hoa trong họ Hoa hồng. Loài này được Boiss. & Hausskn. miêu tả khoa học đầu tiên.